# Karl Schmidt (Fußballspieler, 1935)
Karl „Ossi“ Schmidt (* 17. Februar 1935; † 23. Januar 2011 in Fürth) war ein deutscher Fußballspieler. Von 1955 bis 1963 hat der vielseitig einsetzbare Offensivspieler für die SpVgg. Fürth in der damals erstklassigen Fußball-Oberliga Süd in 218 Ligaspielen 72 Tore erzielt.

## Laufbahn
Nach seinem Wechsel zur Saison 1955/56 vom Stadtteilverein TSV Burgfarrnbach, dort hatte er als Neunjähriger in der Schüler- und Jugendabteilung das Fußball-ABC erlernt, aus der 2. Amateurliga Mittelfranken zur SpVgg Fürth, absolvierte er bei der „Kleeblatt-Elf“ über 400 Spiele, davon über 200 in der Oberliga Süd, der damals höchsten deutschen Spielklasse. Zweimal wurde er bester Torjäger der SpVgg Fürth (Saison 1959/60 mit 11 Toren und 1960/61 mit 13 Toren). Der schnelle und ungemein trickreiche Angreifer, der im Sturmzentrum ebenso wie als Halbrechts oder Rechtsaußen zu überzeugen wusste, debütierte unter Trainer Hans „Bumbes“ Schmidt
am 28. August 1955 bei einem Auswärtsspiel gegen den VfB Stuttgart in der Oberliga Süd. Das Spiel hatte für den jungen Angreifer denkwürdigen Charakter: Erstens als sein Debüt in der Oberliga und dann bei einer 0:7-Niederlage. Aber bereits am dritten Rundenspieltag, den 11. September, konnte er sich als Mittelstürmer im damals angewandten WM-System bei einem 4:1-Heimerfolg gegen den BC Augsburg als zweifacher Torschütze auszeichnen und die Hoffnungen aus dem Freundschaftsspiel vom 7. August 1955 gegen Borussia Dortmund, wo er bei einem 4:4-Remis mit drei Treffern nachdrücklich auf sich aufmerksam gemacht hatte, bestätigen. An der Seite von Mitspielern wie Max Appis, Hans Bauer, Richard Gottinger, Horst Hoffmann, Karl Mai und Herbert Erhardt absolvierte er in seinem Oberligadebütjahr 24 Ligaeinsätze und erzielte sieben Tore.
Seine beste Oberligaplatzierung erlebte „Ossi“ Schmidt 1957/58 mit dem Erreichen des 4. Ranges. Eine deutliche Leistungssteigerung in der Rückrunde hatte die Grün-Weißen weit nach vorne gebracht, darunter auch 2:1-Erfolge im „Franken-Derby“ am 19. Januar 1958 beim 1. FC Nürnberg und am 6. April beim Tabellenführer Eintracht Frankfurt. Nach dem 2:0-Heimerfolg am 30. Spieltag, den 13. April 1958, belegte Fürth mit zwei Punkten Rückstand zum 1. FC Nürnberg als Vizemeister, den vierten Rang. Der Karlsruher SC als Meister hatte drei Punkte Vorsprung gegenüber Fürth. Schmidt hatte 29 Ligaspiele bestritten und sieben Tore erzielt. Im letzten Jahr der alten erstklassigen Oberliga-Ära, 1962/63, war der vielseitige Angreifer in allen 30 Ligaspielen für Fürth aufgelaufen und hatte 13 Tore beim Erreichen des neunten Ranges erzielt. Schmidt verabschiedete sich mit Fürth unter Trainer Jenő Vincze mit einer 0:1-Auswärtsniederlage beim FC Bayern München am 28. April 1963 aus der Oberliga. Sein tatsächlich letztes Spiel im Trikot von Fürth absolvierte er bei einem Freundschaftsspiel am 23. Juni (7:3) gegen den FC St. Gallen aus der Schweiz. Als Mittelstürmer erzielte er zwei Tore. Fürth wurde zur Saison 1963/64 in die zweitklassige Fußball-Regionalliga Süd eingereiht und „Ossi“ Schmidt nahm deshalb das Angebot vom „Club“ an.
Im Jahre 1963 wechselte er zum 1. FC Nürnberg, um in der neugegründeten Fußball-Bundesliga zu spielen. Der Verkauf wurde in der Mitgliederversammlung der SpVgg Fürth kontrovers diskutiert, jedoch wurde Schmidt letzten Endes aus „wirtschaftlichen Gründen“ für 50000 DM zum 1. FC Nürnberg transferiert. Für die Hälfte der Transfersumme wurde schließlich ein neuer Zaun um den Sportpark Ronhof angelegt. Schmidt absolvierte beim 1. FC Nürnberg acht Spiele und beendete 1965 nach einem Achillessehnenriss seine aktive Laufbahn. Er trainierte mehrere Mannschaften in Fürth und Erlangen, darunter auch die Amateure der SpVgg Fürth.
Seinen Spitznamen wählte er nach seinem Vorbild Oskar „Ossi“ Rohr.